# Balclutha caldwelli
Balclutha caldwelli är en insektsart som beskrevs av Blocker 1967. Balclutha caldwelli ingår i släktet Balclutha och familjen dvärgstritar. Inga underarter finns listade i Catalogue of Life.